# Lloyd Crouse
Lloyd Roseville Crouse, né le 19 novembre 1918 et mort le 28 avril 2007, est une personnalité politique canadienne, Lieutenant-gouverneur de la province de Nouvelle-Écosse de 1989 à 1994.